# Black Lives Matter

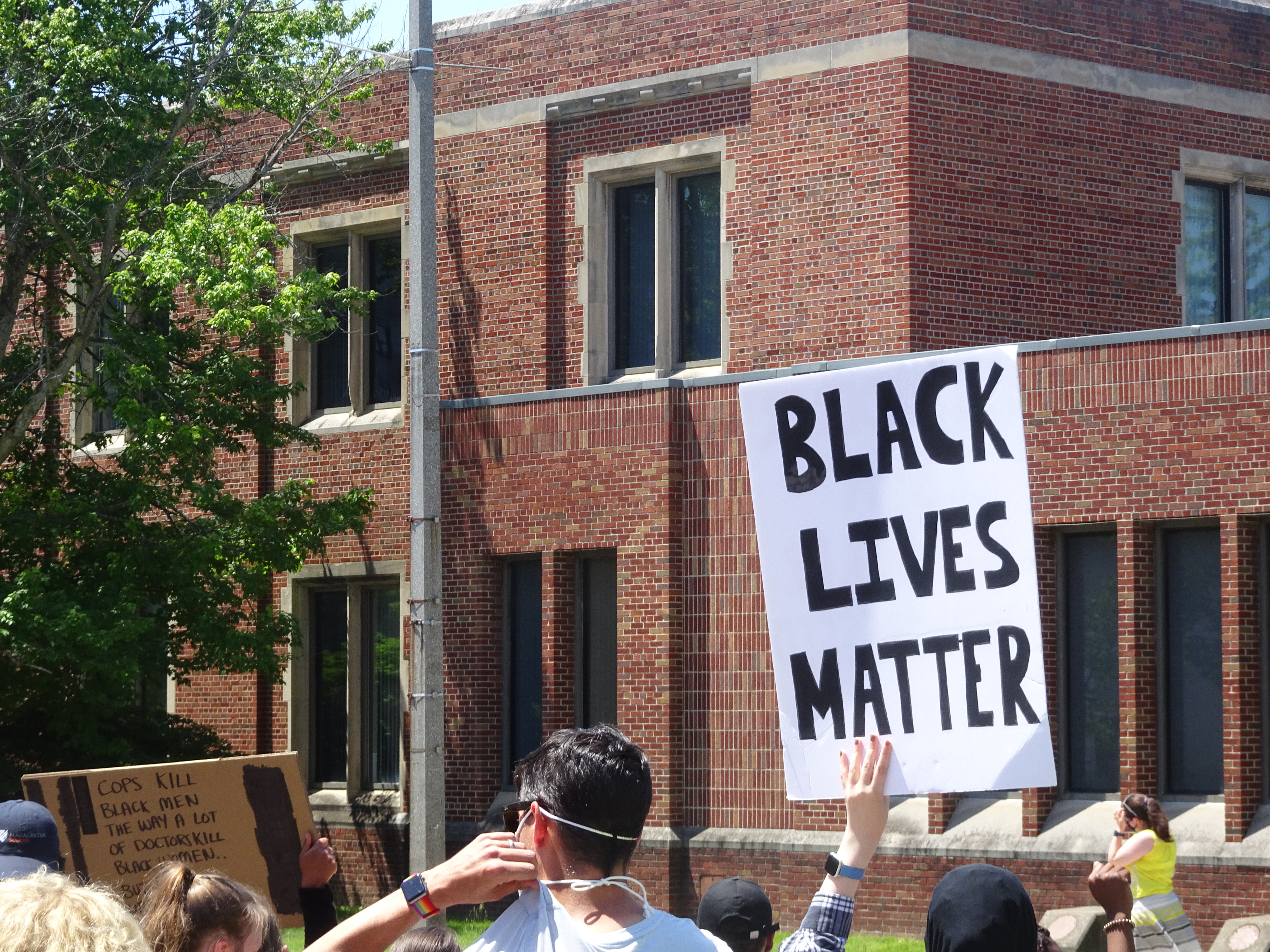
Tüntető 2020.június 2-án, George Floyd halála utáni tüntetésen

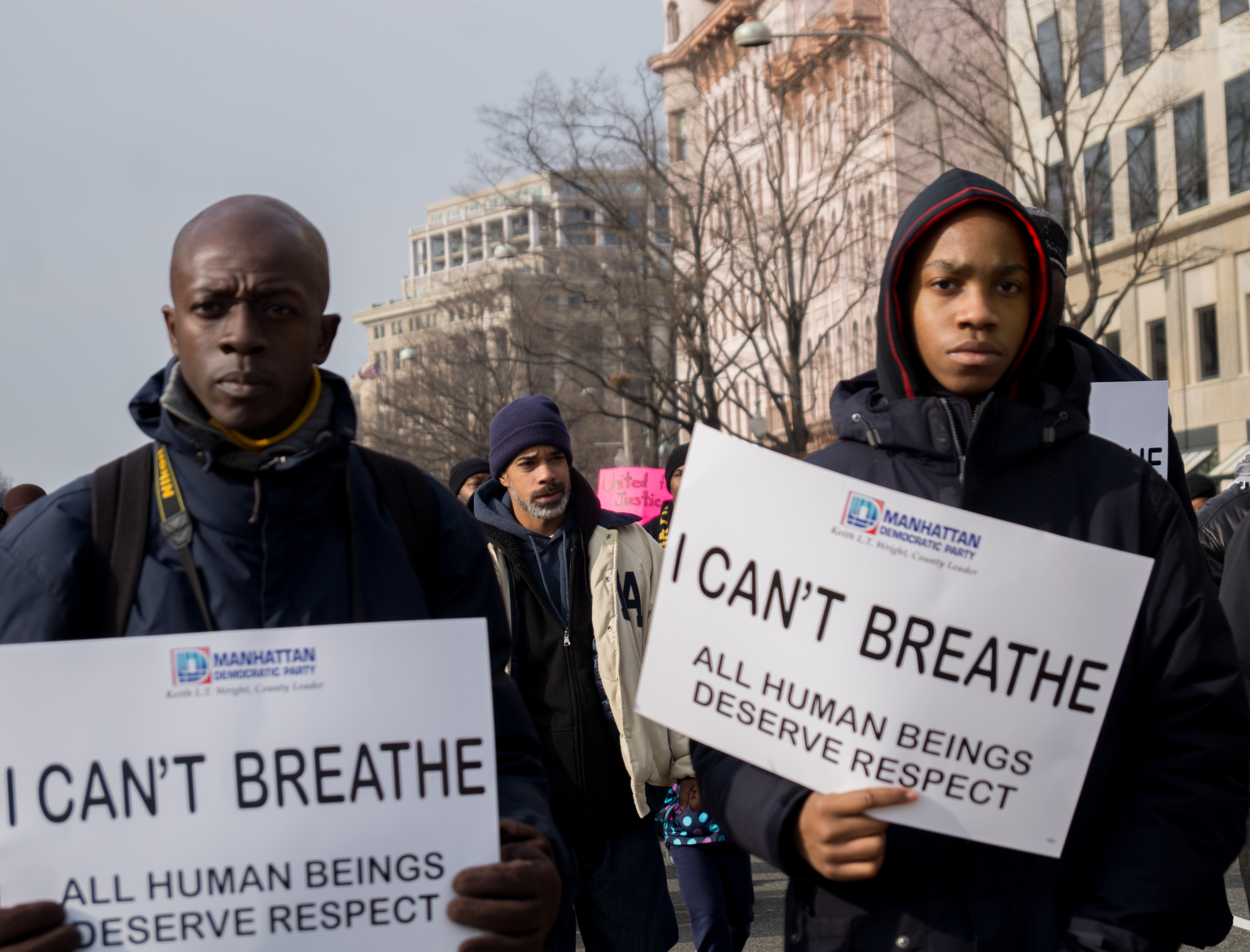
A "Nem kapok levegőt" szlogen a Black Lives Matter mozgalomhoz kapcsolódik az Egyesült Államokban, 2014. március 13.

A Black Lives Matter („Számítanak a Fekete Életek”, röviden: BLM) az afroamerikaiakkal való egyenlő bánásmódért küzdő, Amerikából származó, decentralizált jogvédő civil mozgalom.

## Története
A BLM mozgalom alapítói Patrisse Khan-Cullers, Opal Tometi, és Alicia Garza, fekete feminista nők.
A mozgalom 2013-ban jött létre, és a korábbi fekete polgárjogi mozgalmakkal, még a militáns Fekete Párducokkal ellentétben is történelmi gyökerek nélkül. A szervezet alapüzenete az, hogy mindenki megérdemli a jogszerű rendőri eljárást még akkor is, ha egyes bűncselekmények esetén kimutatható egyértelmű érintettsége. A Black Lives Matter akkor kezdődött, amikor felmentették azt a floridai rendőrt, aki lelőtt egy fegyvertelen fekete férfit. Ekkor vált sajtóüggyé az, hogy az Amerikai Egyesült Államokban sokkal több fekete fiatalt ér rendőri brutalitás, mint fehéret. A mozgalmat elindító Trayvon Martin megölése messze nem volt egyedi eset.
„A Black Lives Matter polgárjogi mozgalom kárpótlást szeretne kapni a rabszolgaságért. A  mozgalom a transzvesztiták, a fogyatékosok, a nők, a másság és általában összes fekete ember védelméért kiáll. Olyan világért harcol, ahol a fekete emberek élete és nem a halála a fontosabb. A végső cél a fekete emberek teljes felszabadulása.”

## Tüntetések
2020. június 7-én több mint ezer ember gyűlt össze Budapesten, a Szabadság téri amerikai nagykövetség előtt megrendezett Black Lives Matter tüntetésen.
A békés tüntetés résztvevői közül szinte mindenkin maszk volt. Erős volt a rendőri jelenlét, de nem avatkoztak be. A demonstrálók a tüntetés elején feltartották a Black Lives Matter-feliratú molinókat.

„azért gyűltünk össze, hogy a rasszizmus ellen kiálljunk. Az ellenségeink nem más politikai véleményen lévő emberek, nem is különböző politikai vezetők, hanem az az emberi természet, az a rendszer, amiben élünk, amit kiépítettünk. Ha jobb világban akarunk élni, radikálisan meg kell változtatnunk, ahogy élünk. ... Globális szinten véget kell vetnünk a kizsákmányolásnak, a rasszista gyűlöletnek, a szenvedésnek, ahogy Martin Luther King mondta: senki sem szabad, amíg mindenki nem szabad. Együtt kell éreznünk a tőlünk különböző emberek fájdalmával, csak a szeretet erejével tudunk változást hozni.”

A beszédet hatalmas taps fogadta, aztán fiatal lányok olvastak fel angol nyelvű szövegeket a békéről, majd egy afroamerikai aktivista beszélt arról, hogy világszerte álljunk ki az igazságtalanság ellen.

## Capitol Hill autonóm övezet
A Capitol Hill autonóm övezet (Capitol Hill Autonomous Zone: CHAZ) körülbelül hat városi blokkot és egy parkot jelent  amit 2020. június 8-án BLM tüntetők és anarchisták foglaltak el, miután a seattle-i rendőrség (SPD) elhagyta a Keleti-prefektúra épületét. A békés tüntetés során egy 16 éves tinédzsert meglőttek, és a kórházba szállítás után meghalt. A másik áldozat 14 éves volt, akit az intenzív osztályon kezeltek.
A zóna helyi kormányzása decentralizált, a céljuk, hogy rendőrség nélkül működő területet hozzanak létre.
A zóna elfoglalói egy weboldalt is létrehoztak, amin állítólagos követeléseik szerepelnek, többek között a rendőrség intézményének eltörlése.
A zónán belüli életet számos felületen élőben közvetítik (youtube, twitch).

## Könyv
- https://www.ucpress.edu/book/9780520292710/making-all-black-lives-matter